# El Ojital, Actopan
El Ojital är en ort i Mexiko.   Den ligger i kommunen Actopan och delstaten Veracruz, i den sydöstra delen av landet, 280 km öster om huvudstaden Mexico City. El Ojital ligger 90 meter över havet och antalet invånare är 317.
Terrängen runt El Ojital är kuperad. Runt El Ojital är det ganska tätbefolkat, med 62 invånare per kvadratkilometer. Närmaste större samhälle är Tinajitas, 8,7 km söder om El Ojital. Omgivningarna runt El Ojital är en mosaik av jordbruksmark och naturlig växtlighet.